# Enrique Rosas
Enrique Rosas Aragón (né en 1877 à Puebla - décédé le 9 août 1920 à Mexico) était un pionnier du cinéma mexicain. D'abord exploitant itinérant de films, puis réalisateur, scénariste, producteur et monteur, Rosas s'est distingué par son talent technique autodidacte, et son sens du journalisme. Son film le plus marquant est El automóvil gris, en 1919.

## Biographie
Parmi les pionniers du cinéma mexicain, Enrique Rosas tient une place particulière parce qu'il a su tirer parti dans ses films des nombreuses possibilités techniques qui lui étaient offertes, sans jamais avoir été formé professionnellement.
À partir de 1899, Rosas travaille comme « montreur » de films itinérant, présentant à travers le pays les nouveautés d'Edison, de Méliès ou de son collègue Salvador Toscano. Au cours de ses voyages, il filme les évènements de la vie quotidienne avec une justesse et un à-propos quasi-journalistique. Ses Prises de vue au lendemain de l'inondation de Guanajuato (Vistas al día siguiente de la inundación de Guanajuato) en 1905 démontrent cette aptitude à être au bon endroit au bon moment. La même année, il traverse Veracruz, Coahuila et Sonora avant de filmer, en 1906, Porfirio Díaz durant les Fêtes présidentielles à Mérida (Fiestas presidenciales en Mérida), dans ce qui devient le premier long métrage mexicain.
Rosas s'est également illustré dans le cinéma de fiction, depuis son premier court métrage connu, Aventuras del sexteto Uranga (1903) jusqu'à son long métrage le plus abouti, El automóvil gris (La Voiture grise, 1919). En 1909, il signe la comédie El rosario de Amozoc, et en 1917, avec les studios Azteca, codirige la romance La soñadora aux côtés d'Eduardo « el Nanche » Arozamena.
L'actrice Mimí Derba, fondatrice des studios Azteca, tient une place dans la carrière d'Enrique Rosas : elle apparaît dans trois de ses films et aurait codirigé avec lui La Tigresa en 1917, devenant ainsi la première femme réalisatrice du pays.
Inspiré de faits divers réels — une bande baptisée La Banda del Automóvil Gris terrorisait Mexico en 1915 — le film El automóvil gris est une œuvre complète et marquante du cinéma muet. Découpée en douze épisodes magistralement réalisés, elle mêle les prises de vues réelles (l'exécution des criminels) aux scènes partagées entre les acteurs professionnels et les personnalités impliquées dans l'enquête policière. Il s'agit d'un témoignage important de la criminalité de l'époque. Le film a été remasterisé et sonorisé en 1933, ce qui a conduit à la détérioration de certaines bandes et la perte des segments de connexion entre les séquences. Pour remédier aux difficultés de compréhension du film, le réalisateur nippo-mexicain Claudio Valdes-Kuri l'a remis au goût du jour au début du XXIe siècle grâce à la narration par benshi.

## Filmographie

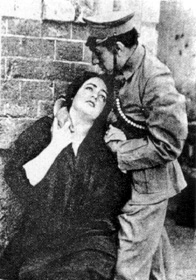
La Soñadora

- 1903 : Aventuras del sexteto Uranga
- 1904 : La Cerveceria Moctezuma de Orizaba
- 1904 : Salida de misa de las 12 de la parroquia de Orizaba
- 1904 : Vistas de Orizaba y sus alrededores
- 1905 : Comite patriotico en el parque Castillo de Orizaba
- 1905 : Funerales del embajador Aspiroz en la ciudad de México
- 1905 : Jamaica escolar en Orizaba
- 1905 : Panorama de Guadalupe Hidalgo
- 1905 : Vapor mercante entrando al puerto de Veracruz
- 1905 : Vistas al día siguiente de la inundación de Guanajuato
- 1905 : Vistas de Leon
- 1906 : Bosque de San Pedro
- 1906 : Carnaval en Merida
- 1906 : Colonia Vasco de Quiroga
- 1906 : Fiestas presidenciales en Mérida
- 1906 : Jardin de flora, del Azteca y el de Villalongin
- 1906 : Parque Juarez y su lago
- 1908 : Beneficio de Gaona
- 1908 : Expocisión de Coyoacan
- 1908 : Primera corrida de Gaona
- 1909 : Arribo del nuevo arzobispo
- 1909 : Código de Rodolfo Gaona en Puebla
- 1909 : Don Juan Tenorio
- 1909 : El Rosario de Amozoc
- 1909 : Incendio del Teatro Guerrero de Puebla
- 1912 : Revolución en Veracruz
- 1913 : Decena tragica I
- 1916 : Documentación nacional historica
- 1917 : Aida
- 1917 : La Soñadora
- 1917 : La Tigresa
- 1918 : Sepelio de Quinito Valverde y del aviador Arnaldo Paniagua
- 1919 : El Automóvil gris
- 1919 : Emiliano Zapata en vida y muerte
- 1919 : La Caída de Carranza